# 1552 a tudományban
Az 1552 év a tudományban és a technikában.

## Születések
- február 28. - Jobst Bürgi matematikus és órásmester († 1632).
- április 15. - Pietro Cataldi matematikus († 1626).
- Juan Bautista Villalpando matematikus, építész († 1608).
- Walter Raleigh felfedező († 1618).

## Halálozások
- április 21. - Petrus Apianus német csillagász, matematikus, geográfus (* 1495)
- május 26. – Sebastian Münster humanista tudós, kozmográfus (* 1488)